# Premi de Tecnologia del Mil·lenni
El Premi de Tecnologia del Mil·lenni (finès: Millennium-teknologiapalkinto) és un dels premis de tecnologia més importants del món. És un premi bianual atorgat per la Fundació Finlandesa dels Premis en Tecnologia. Aquesta fundació va estar creada per vuit organitzacions finlandeses, que promuen el desenvolupament tecnològic, i el propi estat finlandès per això el premi és presentat pel president de Finlàndia. Té com a objectiu destacar les contribucions tecnològiques amb una repercussió en el benestar, la millora de les condicions de vida i la humanització. El premi va ser inaugurat en 2004.

## El Premi
Hom ha comparat la seva importància amb el premi Nobel, del qual es distingeix (en el camp de les ciències), en que no es reconeix tant la recerca bàsica com l'aplicació, el desenvolupament i la difusió de coneixements previs. És concedit pel president de Finlàndia a partir del veredicte d'un comitè de selecció de vuit membres provinents d'empreses, institucions acadèmiques i de recerca vinculats a la tecnologia. L'import del premi és d'un milió d'euros.

## Comitè de Selecció internacional (ISC)
Alguns dels membres actuals del comitè són:
- Päivi Törmä, Professor at Aalto University and Chairman of ISC
- Hans-Joachim Freund, Director at Fritz Haber Institute
- Sir Peter Knight, Retire Deputy Rector (Research) at Imperial College London
- Jonathan Knowles, chairman of the board at Immunocore Ltd.
- Hamid G Mughal, Director at Rolls-Royce plc.
- Tero Ojanperä. Chairman of Silo.AI company
- Cecilia Tortajada, Senior research at School of Public Policy, NUS
- Hanna Viertiö-Oja, Chief Scientist at GE Healthcare
- Ari Ahonen, CEO of Technology Academy Finland

## Guanyadors
Fou atorgat per primer cop l'any 2004. Des d'aquest any, els guardonats han estat Tim Berners-Lee, Shuji Nakamura (2006), Robert Langer (2008) Michael Grätzel (2010), Shinya Yamanaka, Stuart Parkin (2014), Frances Arnold (2016), Tuomo Suntola (2018) i Shankar Balasubramanian con David Klenerman (2020).